# Danielssenia reducta
Danielssenia reducta är en kräftdjursart som beskrevs av Gee 1988. Danielssenia reducta ingår i släktet Danielssenia och familjen Pseudotachidiidae. Inga underarter finns listade i Catalogue of Life.